# Ismene vargasii
Ismene vargasii är en amaryllisväxtart som först beskrevs av Velarde, och fick sitt nu gällande namn av Roy Emile Gereau och Alan W. Meerow. Ismene vargasii ingår i släktet Ismene och familjen amaryllisväxter.
Artens utbredningsområde är Peru. Inga underarter finns listade i Catalogue of Life.